# Nahrávky hudebních skladeb
Pod výrazem nahrávky hudebních skladeb nutno chápat zvukové záznamy interpretací skladeb. Na rozdíl od hudebních alb jde v těchto případech o jednotku, jejíž základní program se neodvíjí od média nahrávání (gramofonová deska, kompaktní disk, atd.), ale od obsahu jako takového.